# Шмайцнер, Эрнст
Эрнст Шмайцнер (нем. Ernst Schmeitzner; 8 декабря 1851, Эрльбах — после 1894) — немецкий издатель и общественный деятель, пропагандист антисемитизма.
С 1857 г. вместе с семьёй жил в Хемнице. В 1874 году получил от родителей деньги на открытие своего издательского дела и обратился к своему знакомому и ровеснику Паулю Видеману за рекомендацией — какие книги следует в первую очередь издать. Видеман порекомендовал привлечь в качестве авторов Фридриха Ницше и Франца Овербека, Шмайцнер написал обоим и получил согласие; уже в октябре 1874 года в издательстве Шмайцнера вышла книга Ницше «Шопенгауэр как воспитатель» (третья часть «Несвоевременных размышлений»). За ней последовали «Рихард Вагнер в Байрейте» (1876), «Человеческое, слишком человеческое» (1878), «Смешанные мнения и изречения» (1879), «Странник и его тень» (1880), «Утренняя заря, или Мысли о моральных предрассудках» (1881), «Весёлая наука» (1882), «О будущности наших образовательных учреждений» (1883) и первые три части «Так говорил Заратустра» (1883—1884). При посредничестве Ницше Шмайцнер выступил также издателем журнала «Байройтские страницы» (нем. Bayreuther Blätter) под редакцией Ганса фон Вольцогена, ближайшего сподвижника Рихарда Вагнера.

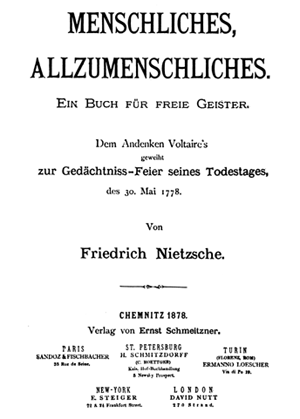
Титульный лист книги Ницше «Человеческое, слишком человеческое» в издании Шмайцнера

Начиная с 1879 года, на фоне переживаемых издательством экономических трудностей (книги Ницше продавались плохо), Шмайцнер начинает активно участвовать в становлении антисемитского движения. Он издаёт недолго просуществовавшую газету Вильгельма Марра Die neue deutsche Wacht и его же сочинение «Антисемитские тетради» (нем. Antisemitische Hefte, в трёх выпусках), принёсшее значительный коммерческий успех (продано по 5000 экземпляров каждого выпуска). В 1882 г. Шмайцнер был среди организаторов европейского антисемитского конгресса в Дрездене, закончившегося расколом; попытка Шмайцнера годом позже провести свой конгресс в Хемнице потерпела неудачу. В это же время Шмайцнер начал издавать собственный журнал «Международный ежемесячник Шмайцнера» (нем. Schmeitzners Internazionale Monatsschrift), первоначально под редакцией Видемана; к изданию были привлечены некоторые известные авторы, в том числе Е. Дюринг. Однако и этот проект закончился финансовым фиаско, а в 1884 г. Фридрих Ницше, раздражённый антисемитским активизмом Шмайцнера, отказался от сотрудничества с ним. В 1886 году Шмайцнер продал издательство. Дальнейшая его судьба и сама дата смерти неизвестны.